# Humboldtia unijuga
Humboldtia unijuga är en ärtväxtart som beskrevs av Richard Henry Beddome. Humboldtia unijuga ingår i släktet Humboldtia och familjen ärtväxter.

## Underarter
Arten delas in i följande underarter:
- H. u. trijuga
- H. u. unijuga